# Такаи, Кота
Кота Такаи (яп. 高井 幸大; 4 сентября 2004, Иокогама, Япония) — японский футболист, защитник английского клуба «Тоттенхэм Хотспур» и сборной Японии.

## Клубная карьера
Такаи присоединился к первой команде клуба «Кавасаки Фронтале» в 2022 году. 18 апреля 2022 года он дебютировал за клуб в матче Лиги чемпионов АФК против китайского клуба «Гуанчжоу».
8 июля 2025 года Такаи подписал контракт с английским клубом «Тоттенхэм Хотспур» сроком до 2030 года.

## Достижения

### Командные
«Кавасаки Фронтале»
- Обладатель Суперкубка Японии: 2024
- Обладатель Кубка Императора: 2023

Сборная Японии (до 23)
- Обладатель Кубка Азии: 2024

### Личные
- Лучший молодой игрок чемпионата Японии: 2024[4]